# Carl Gottlob Küttner

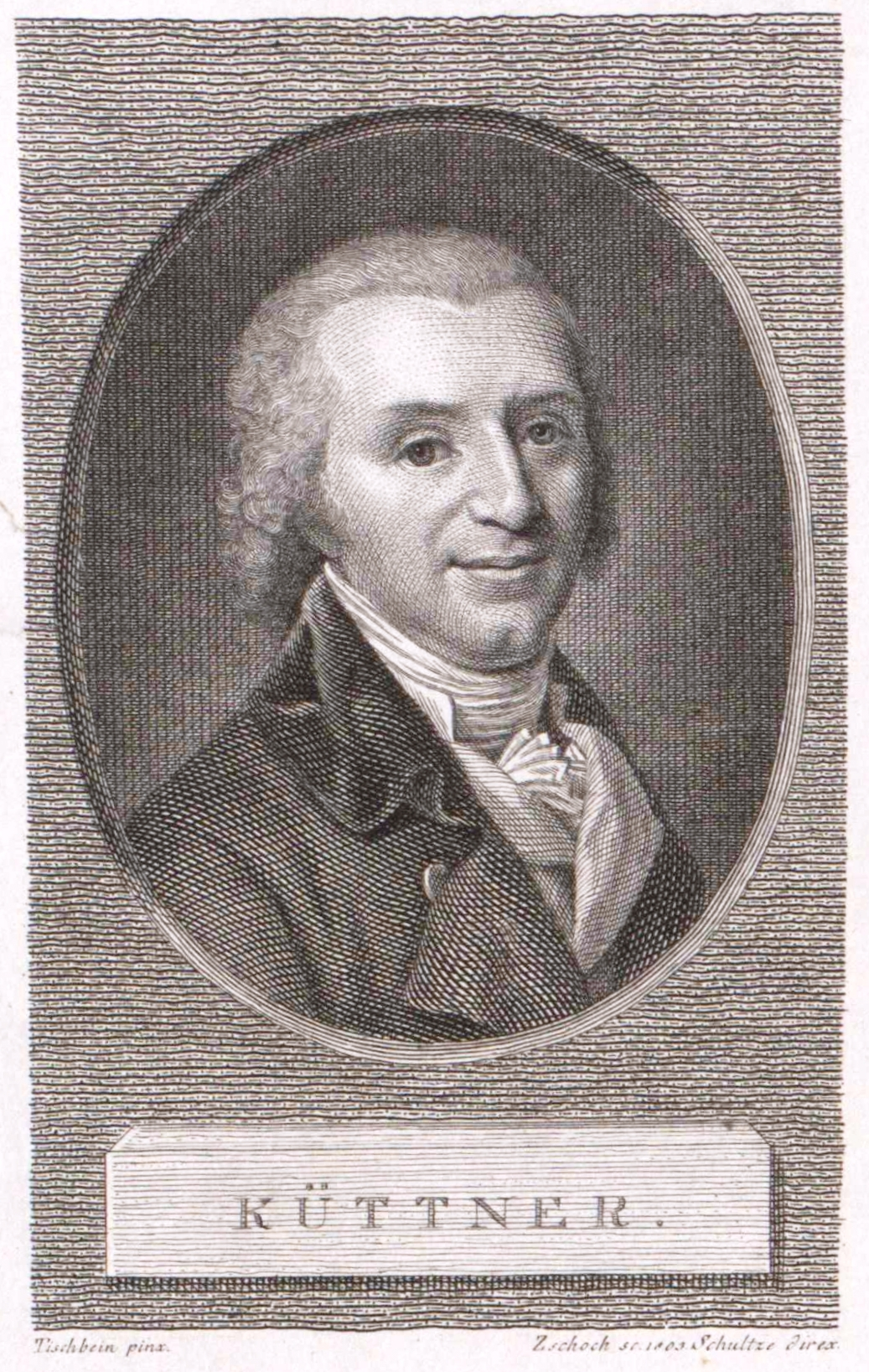
Carl Gottlob Küttner, Stich von Christian Gottfried Zschoch (1775–1833) nach Johann Friedrich August Tischbein

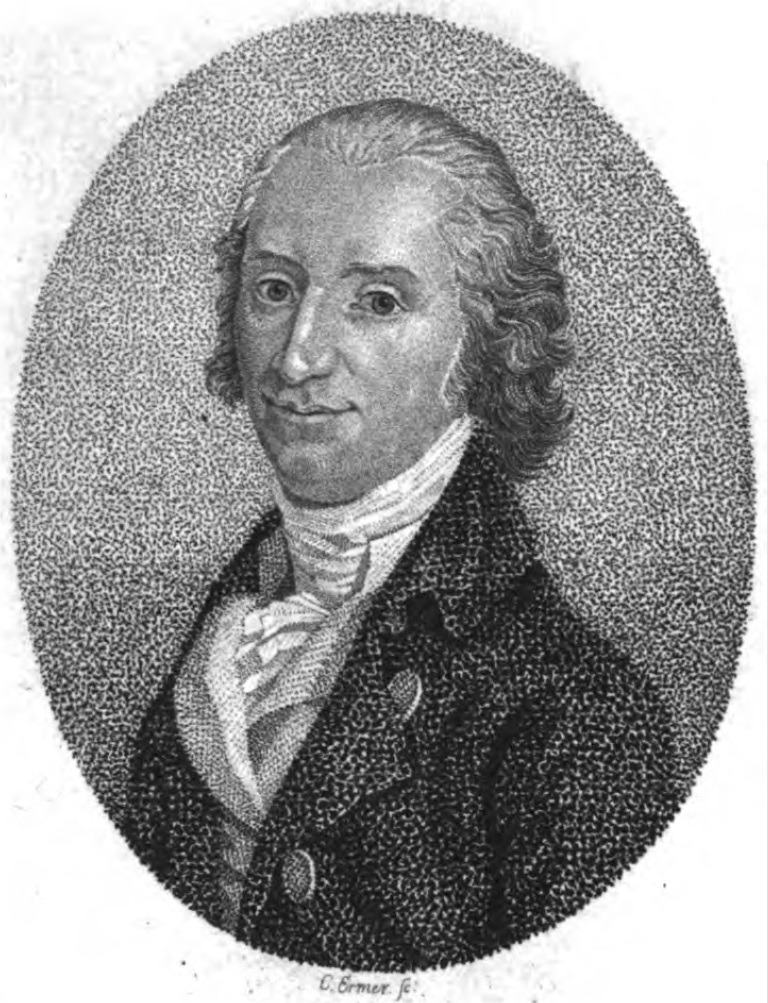
Carl Gottlob Küttner,
Stich von Carl Ermer (1810)

Carl Gottlob Küttner (* 15. Februar 1755 in Wiedemar, Kurfürstentum Sachsen; † 14. Februar 1805 in Leipzig) war ein deutscher Lehrer und Reiseschriftsteller.

## Leben
Carl Gottlob Küttner war der älteste Sohn des gleichnamigen Wiedemarer Ortspfarrers und dessen Ehefrau Johanna Regina Börsch. Im Jahr 1765 kam er auf die Schule nach Annaberg. Von Ostern 1771 bis März 1776 studierte er an der Universität Leipzig. Er erhielt danach eine Hofmeisterstelle in Basel. Wöchentlich sandte er seinem Schul- und Universitätsfreund Schenk in Leipzig ein Tagebuch, in dem er drei Reisen beschrieb, die ihn durch die gesamte Schweiz führten. Daraus entstanden die dreibändigen „Briefe eines Sachsen aus der Schweiz an seinen Freund in Leipzig“ mit einer kritischen Übersicht aller bis dahin über die Schweiz erschienenen Literatur. Eine ähnliche Schilderung erstellte er von England, wo er ab 1782 als Privatlehrer arbeitete. Unter dem Titel „Beiträge zur Kenntnis den Innern von England und seiner Einwohner“ erschienen 16 Hefte, mit denen er sich allgemeine Anerkennung unter den statistischen Schriftstellern erwarb. Er verfasste auch Briefe über Irland, Frankreich und Holland und übersetzte die Komödie "Der Natürliche Sohn" von Cumberland. 1792 kehrte er nach Sachsen zurück. Sein letztes Werk in vier Bänden war die 1801 erschienene „Reise durch Deutschland, Dänemark, Schweden, Norwegen und einem Theil von Italien, in den Jahren 1797, 1798, 1799“.

## Schriften
- Briefe eines Sachsen aus der Schweiz an seinen Freund in Leipzig. 3 Teile, Leipzig 1785/86
- M. Schenk (Hrsg.): Briefe über Irland an seinen Freund den Herausgeber. Leipzig 1785
- Beyträge zur Kenntniss vorzüglich des gegenwärtigen Zustandes von Frankreich und Holland. Leipzig 1792
- Wanderungen durch die Niederlande, Teutschland, die Schweitz und Italien in den Jahren 1793 und 1794. 2 Bde., Leipzig 1796, 2. Aufl. 1807
- Ueber den ökonomischen und politischen Zustand von Großbrittannien zu Anfange des Jahres 1796. Leipzig 1796
- Beyträge zur Kenntniss vorzüglich des Innern von England und seiner Einwohner. 16 Stücke, Leipzig 1791–1796
- Reise durch Deutschland, Dänemark, Schweden, Norwegen und einen Theil von Italien in den Jahren 1797, 1798, 1799. 4 Bde., Leipzig 1801, 2. Aufl.1804
- Unreinlichkeit in Rom In: Blätter für Polizei und Kultur 2/1802, H. 1, S. 184–186
- R. Warner (Hrsg.): Reisen durch England. Leipzig 1803
- mit W. Nicholson: Neues und vollständiges deutsch-englisches Wörterbuch. Bd. 1, Leipzig 1805